# Hat lépés távolság

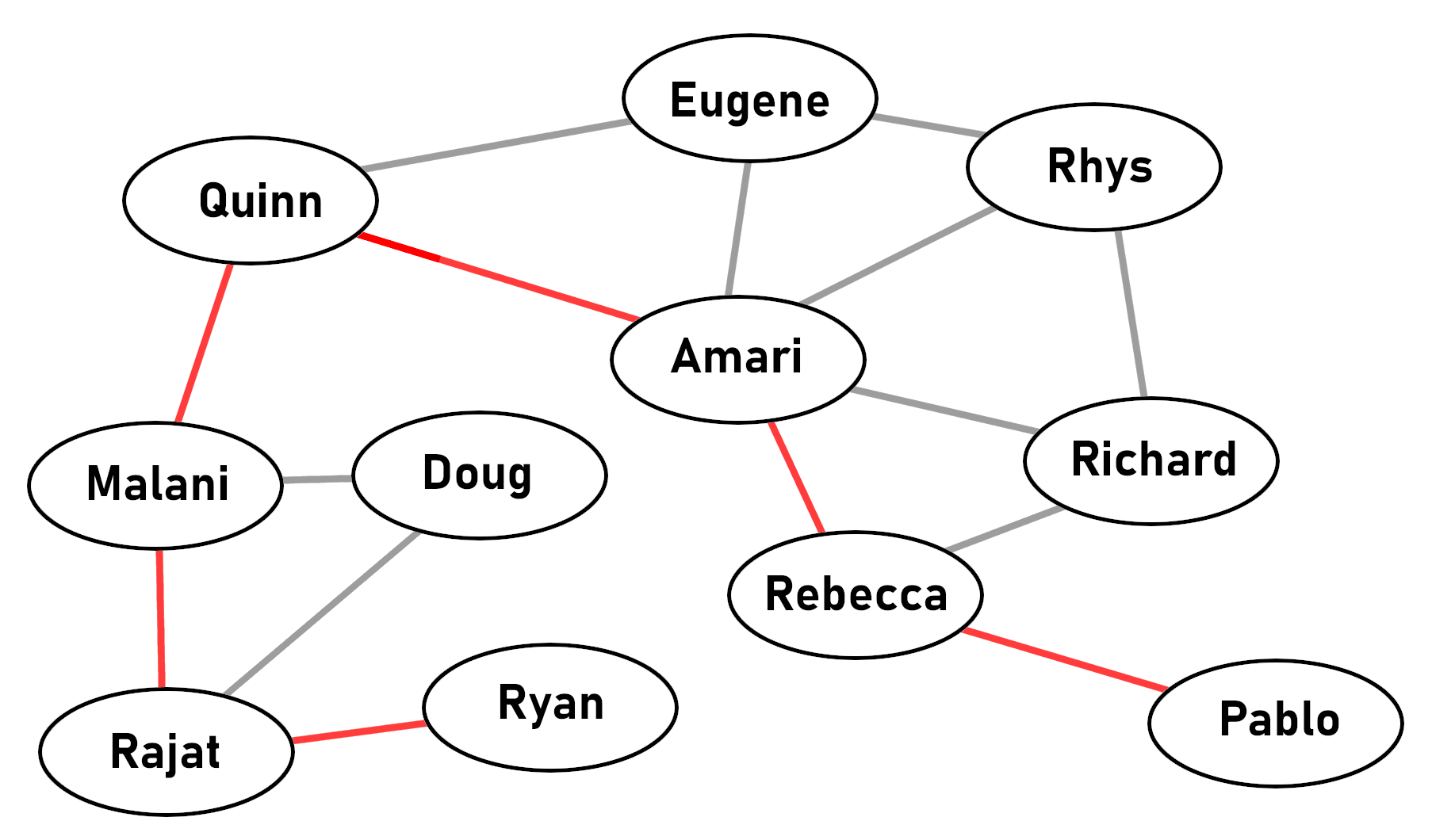
Hat lépésnyi távolság

A hat lépés távolság elmélete szerint a Földön bárki kapcsolatba hozható bárkivel egy olyan ismeretségi láncon keresztül, melyben a két végpont között maximálisan öt elem van.
Az elmélet Karinthy Frigyes 1929-es Láncszemek című novellájában bukkan föl először. Az ötlet Karinthy megsejtéséből indult. Úgy gondolta, hogy a láncban a növekedésével párhuzamosan az ismerősök száma exponenciálisan növekszik, így elegendő néhány kapcsolat, hogy az ismerősök köre kiadja az egész emberiséget.
Az elméletet és vele együtt az elnevezést kiterjeszthetjük minden olyan halmazra, melyben kapcsolat áll fenn az egyedülálló egyedek között. Például egy szótár „lásd még” részében a szótár egy másik szócikkére irányító hivatkozás van; hat ilyen szócikkre hivatkozást követően, az elmélet szerint, bármelyik szócikkhez eljuthatunk, amelyre van hivatkozás. A szótárak különleges esetében ezt „hathivatkozásos szabálynak” is nevezik némely esetben.
Az elméletet Stanley Milgram amerikai pszichológus alátámasztotta 1967-ben az úgynevezett kisvilág-tulajdonságot vizsgálva. A kísérlet során Milgram véletlenszerűen kiválasztott, Kansas és Nebraska államban élő embereket kért fel arra, hogy próbáljanak egy levelet postán eljuttatni egy Massachusetts állambeli, számukra ismeretlen személynek. Minden résztvevőt arra kért, küldje a levelet olyasvalakinek, akiről feltételezi, hogy ismerheti a célszemélyt, vagy legalábbis közelebb lakik hozzá. Az egyik „ágon” 60, a másikon 160 levél indult útnak. A 60 levélből mindössze 3 érte el a célját nyolc emberen keresztül (9 lépés távolság), a 160 levélből azonban már több: 44 ért el Massachusettsbe, 2–10 lépésnyi távolságra mutatva egymástól a két személyt.

„A nehezebb feladatot: egy szögecselő munkást a Ford-művek műhelyéből, ezek után magam vállaltam, és négy láncszemmel szerencsésen meg is oldottam. A munkás ismeri műhelyfőnökét, műhelyfőnöke magát Fordot, Ford jóban van a Hearst-lapok vezérigazgatójával, a Hearst-lapok vezérigazgatójával tavaly alaposan összeismerkedett Pásztor Árpád úr, aki nekem nemcsak ismerősöm, de tudtommal kitűnő barátom – csak egy szavamba kerül, hogy sürgönyözzön a vezérigazgatónak, hogy szóljon Fordnak, hogy Ford szóljon a műhelyfőnöknek, hogy az a szögecselő munkás sürgősen szögecseljen nekem össze egy autót, éppen szükségem lenne rá.”

– Karinthy: Láncszemek (Címszavak a Nagy Enciklopédiához)

## Fordítás
- Ez a szócikk részben vagy egészben  a   Six degrees of separation című angol Wikipédia-szócikk fordításán alapul.  Az eredeti cikk szerkesztőit annak laptörténete sorolja fel. Ez a jelzés csupán a megfogalmazás eredetét és a szerzői jogokat jelzi, nem szolgál a cikkben szereplő információk forrásmegjelöléseként.